# Municipio de Shafer
El municipio de Shafer (en inglés: Shafer Township) es un municipio ubicado en el condado de Chisago en el estado estadounidense de Minnesota. En el año 2010 tenía una población de 1048 habitantes y una densidad poblacional de 13,83 personas por km².

## Geografía
El municipio de Shafer se encuentra ubicado en las coordenadas 45°25′49″N 92°42′51″O / 45.43028, -92.71417. Según la Oficina del Censo de los Estados Unidos, el municipio tiene una superficie total de 75.79 km², de la cual 74,78 km² corresponden a tierra firme y (1.33 %) 1 km² es agua.

## Demografía
Según el censo de 2010, había 1048 personas residiendo en el municipio de Shafer. La densidad de población era de 13,83 hab./km². De los 1048 habitantes, el municipio de Shafer estaba compuesto por el 95,8 % blancos, el 0,57 % eran afroamericanos, el 0,57 % eran amerindios, el 1,53 % eran asiáticos y el 1,53 % eran de una mezcla de razas. Del total de la población el 0,76 % eran hispanos o latinos de cualquier raza.